# Krestovskij (isole Medvež'i)
L'isola Krestovskij (in russo остров Крестовский?, ostrov Krestovskij) è una delle isole Medvež'i, un gruppo di 6 isole nel mare della Siberia orientale, Russia. Amministrativamente appartiene al Nižnekolymskij ulus della Repubblica autonoma di Sacha-Jacuzia.

## Geografia, flora e fauna
L'isola è situata a 30 km a nord-est del continente, separata dallo stretto di Kolyma, 130 km a nord-ovest della foce del fiume Kolyma; è l'isola maggiore e la più occidentale del gruppo. Krestovskij ha una forma allungata di circa 16 km, più sottile a nord dove ha una larghezza di 1,5 km, e più larga a sud dove misura 9 km. La punta a nord si piega verso ovest formando la baia di Pioner (baia del pioniere). Le coste nord-orientali sono ripide e rocciose e basse a ovest; nella parte centro meridionale il monte Šapka (гора Шапка), alto 273 m, è il punto più alto dell'isola. A nord, su di una collina alta 63 m si trova un faro.
Sulla costa nord-ovest crescono larici, abeti e pioppi, l'isola è coperta da muschio ed erba bassa.
Oltre ad essere un luogo di riproduzione e rifugio dell'orso polare, sono presenti cervi, lupi, volpi e piccoli roditori.

## Storia

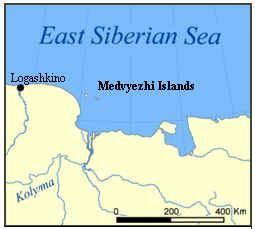

Il primo a visitare l'isola Krestovskij, nel 1970, fu Dmitrij Jakovlevič Laptev che la chiamò San Antonio. Nel 1769 i sottufficiali Ivan Leont'ev, Ivan Lysov e Aleksej Puškarëv che andarono dall'Indigirka alle isole Medvež'i su slitte trainate da cani, fecero le prime mappe dell'isola.
Nel 1763, il sergente Andreev trovò sull'isola tracce di insediamenti umani.